# Divizia A (2003/2004)
Divizia A (2003/2004) – 86. sezon najwyższej klasy rozgrywkowej piłki nożnej w Rumunii. W rozgrywkach brało udział 16 zespołów, grając systemem kołowym w 2 rundach. Tytułu nie obroniła drużyna Rapid Bukareszt. Nowym mistrzem Rumunii został zespół Dinamo Bukareszt. Tytuł króla strzelców zdobył Ionel Dănciulescu, który w barwach klubu Dinamo Bukareszt strzelił 21 goli.

## Tabela końcowa
| Lp. | Drużyna                   | M  | Z  | R  | P  | Bramki | Bramki | Różn. | Pkt      | Uwagi                                        | Bezpośrednio |
| --- | ------------------------- | -- | -- | -- | -- | ------ | ------ | ----- | -------- | -------------------------------------------- | ------------ |
| 1   | Dinamo Bukareszt (M)      | 30 | 22 | 4  | 4  | 71     | 30     | +41   | 70       | Liga Mistrzów UEFA • II runda kwalifikacyjna |              |
| 2   | Steaua Bukareszt          | 30 | 18 | 10 | 2  | 60     | 20     | +40   | 64       | Puchar UEFA • II runda kwalifikacyjna        |              |
| 3   | Rapid Bukareszt           | 30 | 16 | 7  | 7  | 51     | 32     | +19   | 55       |                                              |              |
| 4   | CS Universitatea Craiova  | 30 | 11 | 11 | 8  | 38     | 34     | +4    | 44       |                                              |              |
| 5   | Oțelul Gałacz             | 30 | 10 | 13 | 7  | 30     | 26     | +4    | 43       | Puchar UEFA • I runda kwalifikacyjna         |              |
| 6   | Unirea Alba Iulia         | 30 | 11 | 8  | 11 | 32     | 47     | −15   | 41       |                                              |              |
| 7   | Național Bukareszt        | 30 | 11 | 6  | 13 | 36     | 39     | −3    | 39       | TIM 0-0 PRO PRO 0-0 TIM                      |              |
| 8   | Politehnica/AEK Timișoara | 30 | 9  | 12 | 9  | 30     | 40     | −10   | 39       | TIM 0-0 PRO PRO 0-0 TIM                      |              |
| 9   | Farul Konstanca           | 30 | 9  | 10 | 11 | 39     | 42     | −3    | 37       |                                              |              |
| 10  | Argeș Pitești             | 30 | 9  | 9  | 12 | 31     | 35     | −4    | 36       | ARG 2-0 BRA BRA 1-2 ARG                      |              |
| 11  | FC Brașov                 | 30 | 10 | 6  | 14 | 40     | 42     | −2    | 36       | ARG 2-0 BRA BRA 1-2 ARG                      |              |
| 12  | Gloria Bystrzyca          | 30 | 9  | 8  | 13 | 36     | 48     | −12   | 35       | Puchar Intertoto • I runda                   |              |
| 13  | FCM Bacău                 | 30 | 7  | 10 | 13 | 29     | 43     | −14   | 31\|\|\| |                                              |              |
| 14  | Ceahlăul (S)              | 30 | 7  | 9  | 14 | 34     | 50     | −16   | 30       | Spadek do                                    |              |
| 15  | Petrolul Ploeszti (S)     | 30 | 6  | 9  | 15 | 38     | 55     | −17   | 27       | Spadek do                                    |              |
| 16  | Bihor Oradea (S)          | 30 | 6  | 6  | 18 | 38     | 50     | −12   | 24       | Spadek do                                    |              |